# José Antonio Zorrilla Álvarez
José Antonio Zorrilla Álvarez (Bilbao, Vizcaya, 22 de noviembre de 1946) es un diplomático español retirado. También ha destacado en su faceta como escritor y director de cine.

## Biografía
Nacido en Bilbao, ya durante sus años como adolescente mostró un fuerte interés en la política y la militancia partidista. En 1973 empieza sus estudios en la Escuela de Diplomacia de Madrid. En cuanto a la labor diplomática, José Antonio Zorrilla ha sido destinado a varios lugares del mundo: cónsul general en Milán,  Shanghái (2001-2004) y Moscú (2004-2008), así como embajador de España en Georgia (2009-2011).  Su carrera como diplomático finalizó en 2016 con su jubilación.
Aparte de su profesión diplomática, Zorrilla también ha mostrado una importante labor artística y literaria con la publicación de varios libros (son un ejemplo Días sin número o El espía Saratov) y la dirección de diferentes contenidos audiovisuales —como las películas El Barranco de Víznar, Argelés, El arreglo o Los últimos días de la guerra, entre otros—.  También ha sido escritor colaborador como articulista en diferentes medios de comunicación especializado en política internacional, destaca su labor desde 2013 en el diario digital El Confidencial. 
También ha dado conferencias en distintos círculos intelectuales sobre ciencia política, política internacional y diplomacia. Vertiente por la que es conocido en la red.
José Antonio Zorrilla habla fluidamente cinco idiomas: castellano, francés, inglés, alemán e italiano, demostrando conocimientos de la lengua rusa y china.